# Línia evolutiva d'Igglybuff
Aquesta línia evolutiva de Pokémon inclou Igglybuff, Jigglypuff i Wigglytuff.

## Igglybuff
Igglybuff és una de les espècies que apareixen a la franquícia Pokémon, una sèrie de videojocs, anime, mangues, llibres, cartes col·leccionables i altres mitjans que va ser inventada per Satoshi Tajiri i ha generat milers de milions de dòlars en beneficis per a Nintendo i Game Freak. És de tipus normal i tipus fada i evoluciona a Jigglypuff.

## Jigglypuff
Jigglypuff és una de les espècies que apareixen a la franquícia Pokémon, una sèrie de videojocs, anime, mangues, llibres, cartes col·leccionables i altres mitjans que va ser inventada per Satoshi Tajiri i ha generat milers de milions de dòlars en beneficis per a Nintendo i Game Freak. És de tipus normal i tipus fada i evoluciona d'Igglybuff. Evoluciona a Wigglytuff.

### Característiques
Quan els seus ulls s'il·luminen, canta una melodia secreta amb la qual adorm els seus enemics.

## Wigglytuff
Wigglytuff és una de les espècies que apareixen a la franquícia Pokémon, una sèrie de videojocs, anime, mangues, llibres, cartes col·leccionables i altres mitjans que va ser inventada per Satoshi Tajiri i ha generat milers de milions de dòlars en beneficis per a Nintendo i Game Freak. És de tipus normal i tipus fada i evoluciona de Jigglypuff.